# Buffalo Sabres
Buffalo Sabres este o echipă profesionistă americană de hochei pe gheață cu sediul în Buffalo, New York și face parte din Divizia Atlantic a Conferinței de Est din NHL. Echipa a fost înființată în 1970, împreună cu Vancouver Canucks, când liga s-a extins la 14 echipe. Sabres își dispută meciurile de acasă la KeyBank Center din 1996, după ce anterior a jucat la Buffalo Memorial Auditorium încă de la înființare. Sabres este deținută de Terry Pegula, care a cumpărat clubul în 2011 de la Tom Golisano.
Echipa a ajuns de două ori în finala Cupei Stanley, pierzând în fața celor de la Philadelphia Flyers în 1975 și în fața celor de la Dallas Stars în 1999. Sabres, împreună cu Canucks, sunt cele mai longevive francize active din NHL care nu au câștigat niciodată Cupa Stanley. Sabres are cea mai perioadă când nu s-a calificat în play-off din NHL, de unsprezece sezoane, ceea ce reprezintă un record pentru această competiție.